# Gratuidad en Internet
La gratuidad en Internet se refiere al tipo de información o herramientas que podemos encontrar en la red sin la necesidad de un pago.Siendo el primer dispositivo 3324493820 móvil en adquirir la gratuidad en Internet

## Desarrollo
En Internet, podemos encontrar muchos contenidos gratuitos y a la vez, tener acceso a ellos de una manera muy fácil: muchas veces, no hay necesidad de estar registrado (contar con usuario y contraseña) para acceder a estos contenidos. Con el tiempo, parece haberse creado una verdadera cultura y sociedad de la información, que a su vez, parece imparable.
Existe, sin embargo, un amplio debate acerca de la gratuidad en Internet. La actual y dominante cultura sobre la propiedad intelectual[¿cuál?] da lugar a que se generen pleitos diariamente, por la música, que ahora puede ser descargada fácilmente y en paquetes completos de discografías, por películas que pueden ser vistas en páginas que permiten la reproducción de videos, pese a la existencia de restricciones.
Uno de los frentes del debate concierne a los buscadores de Internet, por poner a disposición al público, de forma gratuita, una gran variedad de páginas web, entre ellas, noticias y artículos de medios de comunicación. El argumento a favor de dicho servicio consiste en que los buscadores no plagian nada, sino que simplemente muestran a los usuarios lo que ya existe en Internet y ayudan, además, a que las páginas tengan más visitas. Sin embargo, para contrarrestar o limitar este acceso libre y gratuito y recompensar así el trabajo de los creadores de contenidos, algunos periódicos han optado en su edición web por un formato cerrado o semicerrado de pago por contenidos. Por motivos similares, se aprobó una ley[¿cuál?][¿cuándo?] en Alemania por la que los buscadores tienen que pagar a los medios para mostrar sus resultados en las búsquedas.

“Sin contenidos no tendrían vida las pantallas planas, los ‘tablets’, los e-book y los teléfonos móviles cada vez más inteligentes”
Rupert Murdoch[cita requerida]

## Legalidad

### Copyright tradicional
El copyright es una figura jurídica, que otorga al autor o creador de un trabajo de derechos legales para controlar la duplicación y presentación pública de su trabajo. En muchas jurisdicciones, esto está limitado por un período de tiempo después del cual la obra a continuación, introduzca el dominio público. Durante el período de tiempo del copyright  la obra del autor sólo se puede copiar, modificar, o ser públicamente mejorada, con el consentimiento del autor, o a menos que exista una razón justa . El control del copyright tradicional limita el uso de la obra del autor a aquellos que o bien pagan regalías al autor por el uso de su contenido, o limitar los privilegios y permisos de dicho uso. En segundo lugar, limita el uso de los contenidos cuya autoría no se puede encontrar. Por último, crea una barrera que se percibe entre los autores mediante la limitación de las obras derivadas, tales como mashups y el contenido de colaboración.

### Dominio público
El dominio público viene a ser una gama de trabajo de creatividad cuyos derechos de autor expiraron o nunca se establecieron así como las ideas y los hechos que no son elegibles para los derechos de autor. Una obra de dominio público es una obra donde el autor ya no puede reclamar el control sobre su distribución y el uso de su obra ya que cualquier persona tiene acceso a poder utilizar o distribuir de uno  u otro modo el trabajo sin que tuviera algún tipo de consecuencia legal y puede ser publicados  bajo  una licencia  permisiva a través del copycenter.

### Copyleft
Copyleft describe la práctica de utilizar la ley de derechos de autor para eliminar las restricciones a la distribución de copias y versiones modificadas de una obra.El objetivo del copyleft es que los no-autor utilicen el marco legal permitiéndoles volver a utilizar la información y en otros regímenes de licencia hasta poder modificar el contenido que es creado por un autor
Pero  a diferencia de las obras de dominio público, el autor mantiene los derechos de autor sobre el material, por eso el autor ha concedido una licencia no exclusiva para cualquier persona para que esta distribuya  y modifique  a menudo, el trabajo. Las Licencias Copyleft requieren que cualquier trabajo derivado se distribuyan bajo los mismos términos, y que estos mantengan los avisos de copyright originales. Un símbolo comúnmente asociado con copyleft es una inversión del símbolo de copyright.

### Copyfree
Copyfree es un tipo de licencia permisiva . Aquí, podemos contrastar copyright y copyleft para eliminar las restricciones en las copias distribuidas y versiones modificadas de una obra que impone la concesión de licencias copyleft y copyright en sí. Las licencias copyleft generalmente requieren que todas las obras derivadas se distribuyan bajo los términos de la misma licencia, Mientras que las licencias copyfree generalmente sólo requieren que la obra original y las modificaciones directas de la misma sigan siendo distribuidas bajo los términos de la misma licencia. La iniciativa del Copyfree mantiene su definición estándar,que establece una especificación para calificar a una licencia para la certificación Iniciativa.
Un símbolo comúnmente asociado con copyfree política es una modificación del símbolo de copyright , reemplazando la C con una F mayúscula para producir el logo copyfree.

## Uso
Hay proyectos que ofrecen contenidos gratuitos en varias áreas de interés, tales como el software, la literatura académica, la literatura en general, música, imágenes, video e  ingeniería .
La tecnología ha reducido el costo de la publicación y la reducción de las barreras de entrada lo suficiente como para permitir la producción de materiales de amplia difusión por parte de personas o grupos pequeños. Proyectos para proporcionar literatura libre y contenido multimedia se han convertido cada vez más importante debido a la facilidad de difusión de los materiales que se asocia con el desarrollo de la tecnología informática. Esta diseminación puede haber sido demasiado costosa antes de estos desarrollos tecnológicos

### Software
El software libre, a menudo referido como software de código abierto, es una tecnología  para grandes empresas que utilizan software libre para proporcionar los servicios y la tecnología a los usuarios finales así como para los consumidores técnicos. La facilidad de difusión ha permitido mayor modularidad, esto  permite a los grupos más pequeños contribuir con los proyectos, así como la simplificación de la colaboración.
Los modelos de desarrollo de código han sido clasificados con un similar reconocimiento entre pares y ser colaboración de incentivos a beneficio de quienes están tipificados por los campos más clásicos como la investigación científica, con las estructuras sociales que resultan de este modelo de incentivos de crecientes costos de producción.

### Academia
En el trabajo académico, trabajos libres son todavía un fenómeno debido a la dificultad y el costo de mantener un proceso de revisión completo. Los autores pueden ver la publicación de  acceso abierto como un método para expandir la audiencia que es capaz de acceder a su trabajo para permitir un mayor impacto de la publicación, o por razones ideológicas. Grupos tales como la Biblioteca Pública de la Ciencia Central puede proporcionar capacidad para su revisión y publicación de trabajos libres, aunque este tipo de publicaciones tienden a limitarse a campos como las ciencias de la vida.

### Almacenamiento en la nube
Es un modelo de red de almacenamiento en línea donde los datos son almacenados en los espacios de almacenamiento virtualizados, que son generalmente organizados por terceros. Los Servidores, operan grandes centros de datos, y las personas que requieran este servicio, podrán ser usuarios de la capacidad de almacenamiento ofrecida.
Los usuarios pueden hacer uso de los servicios de almacenamiento en la nube, y pueden acceder a un mejor servicio, o probablemente sólo con mayores privilegios y capacidades, si se convierten en usuarios premium. También podemos encontrar aplicaciones o incluso hasta sistemas operativos alojados en la nube. Para acceder a la nube, es necesario contar con conexión a Internet.